# Daiki Itō
Pour les articles homonymes, voir Ito.
Daiki Itō (伊東 大貴, Itō Daiki), né le 27 décembre 1985 à Shimokawa, Hokkaido, est un sauteur à ski japonais. Il est vainqueur de quatre concours en Coupe du monde.

## Carrière
Il démarre en Coupe du monde en 2002, année où il remporte une médaille d'argent aux Championnats du monde junior. Après avoir obtenu son premier résultat dans le top dix en janvier 2004 à Hakuba (9e), il signe son premier podium en 2005 à Bischofshofen à l'occasion de la Tournée des quatre tremplins, en prenant la troisième place après avoir établi le record du tremplin à 143 mètres. 
Il prend part aux deux médailles de bronze du Japon lors des Championnats du monde de 2007 à Sapporo et de 2009 à Liberec lors des compétitions par équipes.
Après de nombreux autres podiums individuels, il décroche enfin sa première victoire lors du Grand Prix d'été 2010 à Courchevel. S'ensuivent deux autres victoires qui lui permettent de remporter le classement général de cette compétition.
Mais ses premiers succès pendant l'hiver n'interviennent qu'en 2012. Il remporte les deux concours de l'étape de Coupe du monde disputée chez lui à Sapporo. Il porte ensuite le record du Japon à 240 mètres à Vikersund. Début mars, il remporte deux succès de rang, à Lahti puis à Trondheim. Ainsi, il prend la quatrième place du classement général, pour la seule fois qu'il figure dans le top dix.
En 2013, il fait partie de l'équipe japonaise qui a remporté la première épreuve par équipes mixte aux Championnats du monde à Val di Fiemme.
En 2014, il est médaillé de bronze de l'épreuve par équipes aux Jeux olympiques de Sotchi avec Reruhi Shimizu, Taku Takeuchi et Noriaki Kasai. Il est aussi neuvième au petit tremplin, soit son meilleur résultat en grand championnat. En fin d'année, il est deuxième à Kuusamo, pour son dix-septième podium en Coupe du monde et depuis il n'y est plus monté sur aucun podium.
Aux Championnats du monde 2017, il est médaillé de bronze au concours par équipes mixte et se classe dixième au petit tremplin.
Il participe à ses quatrièmes Jeux olympiques en 2018.
Il remporte une quatrième médaille de bronze par équipes aux Championnats du monde 2019.

## Palmarès

### Jeux olympiques
| Épreuve / Édition   | Individuel     | Individuel     | Par équipes Grand tremplin |
| Épreuve / Édition   | Petit tremplin | Grand tremplin | Par équipes Grand tremplin |
| JO 2006 Turin       | 18e            | 42e            | 6e                         |
| JO 2010 Vancouver   | 15e            | 20e            | 5e                         |
| JO 2014 Sotchi      | —              | 9e             | Bronze                     |
| JO 2018 Pyeongchang | 20e            | —              | 6e                         |

Légende :
- : première place, médaille d'or
- : deuxième place, médaille d'argent
- : troisième place, médaille de bronze
- — : Daiki Itō n'a pas participé à cette épreuve

### Championnats du monde
| Épreuve / Édition           | Individuel     | Individuel     | Par équipes                      | Par équipes    | Par équipes                      |
| Épreuve / Édition           | Petit tremplin | Grand tremplin | Petit tremplin                   | Grand tremplin | Mixte                            |
| Mondiaux 2005 Oberstdorf    | 36e            | 37e            | Épreuve inexistante à cette date | 9e             | Épreuve inexistante à cette date |
| Mondiaux 2007 Sapporo       | 20e            | 29e            | Épreuve inexistante à cette date | Bronze         | Épreuve inexistante à cette date |
| Mondiaux 2009 Liberec       | 22e            | 20e            | Épreuve inexistante à cette date | Bronze         | Épreuve inexistante à cette date |
| Mondiaux 2011 Oslo          | 13e            | 18e            | 5e                               | 6e             | Épreuve inexistante à cette date |
| Mondiaux 2013 Val di Fiemme | 15e            | 10e            | Épreuve inexistante à cette date | 5e             | Or                               |
| Mondiaux 2015 Falun         | 12e            | 28e            | Épreuve inexistante à cette date | 4e             | —                                |
| Mondiaux 2017 Lahti         | 10e            | 15e            | Épreuve inexistante à cette date | 7e             | Bronze                           |
| Mondiaux 2019 Seefeld       | 34e            | 20e            | Épreuve inexistante à cette date | Bronze         |                                  |

Légende :
- : première place, médaille d'or
- : deuxième place, médaille d'argent
- : troisième place, médaille de bronze
- — : Daiki Itō n'a pas participé à cette épreuve

### Championnats du monde de vol à ski
| Épreuve / Édition | Planica 2004 | Oberstdorf 2008 | Planica 2010 | Vikersund 2012 |
| Individuel        | 20e          | 27e             | 20e          | 5e             |
| Par équipes       | 5e           | 7e              | /            | 5e             |

### Coupe du monde
- Meilleur classement général : 4e en 2011-2012.
- 17 podiums individuels, dont 4 victoires.
- 11 podiums par équipes, dont 1 victoire.

#### Différents classements en Coupe du monde
| Année     | Classement général final |
| 2003-2004 | 37e                      |
| 2004-2005 | 13e                      |
| 2005-2006 | 19e                      |
| 2006-2007 | 60e                      |
| 2007-2008 | 31e                      |
| 2008-2009 | 29e                      |
| 2009-2010 | 16e                      |
| 2010-2011 | 15e                      |
| 2011-2012 | 4e                       |
| 2012-2013 | 26e                      |
| 2013-2014 | 21e                      |
| 2014-2015 | 16e                      |
| 2015-2016 | 16e                      |
| 2016-2017 | 24e                      |
| 2017-2018 | 63e                      |
| 2018-2019 | 32e                      |
| 2019-2020 | 24e                      |
| 2020-2021 | 55e                      |
| 2021-2022 | 39e                      |

#### Victoires
| Année | Lieu                                                      |
| 2012  | Sapporo (Japon) x2, Lahti (Finlande), Trondheim (Norvège) |

### Championnats du monde junior
- Médaille d'argent en individuel en 2002 à Schonach.